# Agylla virginea
Agylla virginea là một loài bướm đêm thuộc phân họ Arctiinae, họ Erebidae.